# Championnats du monde de VTT 1994
Navigation
Vail 1993 Kirchzarten 1995
Les championnats du monde de VTT 1994 se sont déroulés à Vail aux États-Unis du 17 au 18 septembre 1994.

## Médaillés

### Cross-country
| Épreuves         | Or                          | Argent                          | Bronze                      |
| ---------------- | --------------------------- | ------------------------------- | --------------------------- |
| Hommes           | Henrik Djernis Danemark     | Tinker Juarez États-Unis        | Bart Brentjens Pays-Bas     |
| Femmes           | Alison Sydor Canada         | Susan De Mattei États-Unis      | Sara Ballantyne États-Unis  |
| Hommes, juniors  | Miguel Martinez France      | Cadel Evans Australie           | Thomas Hochstrasser Suisse  |
| Femmes, juniors  | Karin Romer Allemagne       | Mona Fée France                 | Nicole Peitzmeier Allemagne |
| Hommes, vétérans | Riccardo de Bertolis Italie | Siegfried Hochenwarter Autriche | Marcel Russenberger Suisse  |
| Femmes, vétérans | Lisa Lamoreaux États-Unis   | Dany Bonnoront France           | Carol Waters États-Unis     |

### Descente
| Épreuves         | Or                            | Argent                           | Bronze                   |
| ---------------- | ----------------------------- | -------------------------------- | ------------------------ |
| Hommes           | François Gachet France        | Tommy Johansson Suède            | Corrado Herin Italie     |
| Femmes           | Missy Giove États-Unis        | Sophie Kempf France              | Giovanna Bonazzi Italie  |
| Hommes, juniors  | Nicolas Vouilloz France       | Pau Misser Espagne               | Cédric Gracia France     |
| Femmes, juniors  | Anne-Caroline Chausson France | Marielle Saner Suisse            | Mona Fée France          |
| Hommes, vétérans | Walter Brandli Suisse         | Bernard Unhassobiscay États-Unis | Giuseppe Locchi Italie   |
| Femmes, vétérans | Lisa Muhich États-Unis        | Sue Fish États-Unis              | Kathy Sessler États-Unis |

## Tableau des médailles
| Rang  | Nation     | Or | Argent | Bronze | Total |
| ----- | ---------- | -- | ------ | ------ | ----- |
| 1     | France     | 4  | 3      | 2      | 9     |
| 2     | États-Unis | 3  | 4      | 3      | 10    |
| 3     | Espagne    | 2  | 3      | 1      | 6     |
| 4     | Suisse     | 1  | 1      | 2      | 4     |
| 5     | Italie     | 1  | 0      | 3      | 4     |
| 6     | Allemagne  | 1  | 0      | 2      | 3     |
| 7     | Canada     | 1  | 0      | 0      | 1     |
| 7     | Danemark   | 1  | 0      | 0      | 1     |
| 9     | Australie  | 0  | 1      | 0      | 1     |
| 9     | Autriche   | 0  | 1      | 0      | 1     |
| 9     | Suède      | 0  | 1      | 0      | 1     |
| 12    | Pays-Bas   | 0  | 0      | 1      | 1     |
| Total | Total      | 14 | 14     | 14     | 42    |